# Chetogena setertia
Chetogena setertia là một loài ruồi trong họ Tachinidae.